# بارفيه
بارفيه (بالإنجليزية:  Parfait)‏ هي كلمة فرنسية تعني حرفيا الكمال تستخدم بشكل شائع لوصف نوع من الحلوى المجمدة من عام  1894.

## فرنسا
في فرنسا، يشير البرفيه إلى حلوى مجمدة مصنوعة من شراب السكر، البيض، والكريما. حلوى البرفيه تحتوي على ما يكفي من الدهون، السكر، الكحول، و/أو، إلى حد أقل، هواء للإمكانية صنعها عن طريق الخلط بشكل غير متكرر أثناء التجميد، مما يجعل صنعها ممكناً في مطبخ المنزل دون معدات متخصصة. الدهون، السكر، الكحول، أو الهواء يتعارض مع تكوين بلورات الماء، الذي من شأنه أن يعطي المثلجات قوام غير مريحة في الفم. يتم التحكم بتكوين بلورات الماء أثناء صنع المثلجات العادية من خلال تهييج المثلجات باستمرار بينما تتجمد أو يتم ذلك كيميائياً عن طريق إضافة الجلسرين. كلاهما غير ضروري عند صنع بارفيه ذات جودة عالية.